# Vũ Đình Tụng
Bác sĩ y khoa Vũ Đình Tụng (1895 - 1973) là một trí thức và một tín đồ Công giáo, Thầy thuốc Việt Nam, Bộ trưởng Bộ Thương binh trong Chính phủ Việt Nam Dân chủ Cộng hòa.

## Quê quán
Ông sinh năm 1895 tại thôn Trình Xuyên, xã Liên Bảo, huyện Vụ Bản, tỉnh Nam Định, sống và làm việc tại Hà Nội, em rể Quan Tổng đốc Hải Dương Nguyễn Huy Tưởng (1876 - ?), anh vợ Tiến sĩ Nguyễn Huy Lai (1908 - ?) luật sư Toà thánh Công giáo thượng thẩm thành phố Hà Nội.
Ông có hai người em trai là dược sĩ Vũ Công Thuyết nguyên Thứ trưởng Bộ Y tế Việt Nam và nhà điêu khắc Vũ Cao Đàm.

## Hoạt động y khoa
Thời trẻ, ông học tại trường Bưởi (bảo hộ), Trường Cao đẳng Y khoa Đông Dương và Trường Quốc tế Công giáo Đông Dương (nay là Trường THPT Pasteur ở Hà Nội)
Khi tốt nghiệp ông làm Giám đốc dưỡng đường và Trưởng khoa giải phẫu thuộc phân khoa hỗn hợp Y Dược, chuyên gia phẫu thuật tại Bệnh viện Thuộc địa Grelle (Hà Nội).
Ông từng là hội viên Viện nghiên cứu nhân trắc học, cộng tác viên Học viện phẫu thuật Đông Dương và các tạp chí khoa học Pháp - Việt, tạp chí Thanh Nghị (Hà Nội).
Ông là tác giả nhiều chuyên đề y học.

## Hoạt động chính trị xã hội
Năm 1944, ông là một trong những người sáng lập và ủy viên Trung ương Tân Việt Nam hội (tiền thân Đảng Dân chủ Việt Nam). Ông theo đạo Công giáo.
Trong Cách mạng tháng Tám năm 1945, ông có chân trong các tổ chức hoạt động chính trị xã hội. Ông là Chủ tịch Hội Chữ thập đỏ Việt Nam đầu tiên và lâu nhất (1946 - 1973). Ngày 27/3/1946, Bác sĩ Vũ Đình Tụng, Giám đốc Nha Y tế Bắc Bộ, kiêm chức Giám đốc Nha Y tế Trung ương, Bộ Xã hội.
Trong những ngày đầu của cuộc kháng chiến chống Pháp, hai người con trai của ông là Vũ Văn Thành và Vũ Đình Tín đã hy sinh vì nền độc lập của đất nước. Khi biết tin này, Chủ tịch Hồ Chí Minh đã nhờ bác sĩ Trần Duy Hưng mang thư chia buồn đến gia đình ông.
Khi thực dân Pháp tái chiếm Hà Nội, ông tản cư ra vùng tự do tham gia kháng chiến suốt 8 năm (1947-1954). Năm 1948, ông cùng với Giáo sư Tôn Thất Tùng, bác sĩ Hồ Đắc Di tổ chức, giảng dạy tại Đại học Y khoa kháng chiến tại Chiêm Hoá, Tuyên Quang (Việt Bắc).
Năm 1947, ông được cử giữ chức Bộ trưởng Bộ Thương binh - Cựu binh.. Đến năm 1959 ông thôi nhiệm vụ Bộ trưởng khi Bộ Thương binh giải thể. Ông là vị Bộ trưởng được Bác Hồ luôn tin tưởng, quý mến, kính trọng.
Ông tham gia nhiều hoạt động chính trị xã hội, là Ủy viên Ủy ban Trung ương Mặt trận Tổ quốc Việt Nam, Ủy viên Ban Việt kiều Trung ương, Phó Chủ tịch Ủy ban Bảo vệ hòa bình thế giới của Việt Nam, Ủy viên Ủy ban Đoàn kết Công giáo Việt Nam.
Ông sống và làm việc tại 76 phố Trần Xuân Soạn phía sau chợ Hôm (Hà Nội) trong suốt cuộc kháng chiến chống Mỹ.
Năm 1973, ông mất tại Hà Nội, thọ 78 tuổi.

## Vinh danh
Ông đã được tặng thưởng Huân chương Độc lập hạng Ba, Huân chương Kháng chiến hạng Nhất, Huân chương Chiến công hạng Nhất và nhiều phần thưởng cao quý khác.
Tại Thành phố Hà Nội có tên đường Vũ Đình Tụng đoạn từ ngã ba giao đường gom Vành đai 3 ᴄạnh hầm ᴄhui Long Biên - Gia Lâm đến ngã tư giao ᴄắt ngõ 197/3 phố Ngọᴄ Trì tại tổ 12 phường Thạᴄh Bàn, quận Long Biên.
Tại Thành phố Nam Định có tên đường Vũ Đình Tụng tại phường Mỹ Xá.
Tại Thành phố Hải Phòng có Hội Chữ thập đỏ mang tên Vũ Đình Tụng tại 9/313 Đông Khê, Quận Ngô Quyền.